# Barrio la Galera
Barrio la Galera, eller bara La Galera, är en ort i Mexiko, tillhörande kommunen Almoloya de Juárez i den västra delen av delstaten Mexiko, i den centrala delen av landet. Orten hade 576 invånare vid folkräkningen 2010.